# Дания на летних Олимпийских играх 1964
Дания принимала участие в Летних Олимпийских играх 1964 года в Токио (Япония) в тринадцатый раз за свою историю, и завоевала две золотые, одну серебряную и три бронзовые медали. Сборную страны представляли 60 участников, из которых 7 женщин.

## 01!Золото
- Парусный спорт, мужчины — Ole Berntsen, Christian von Bülow и Ole Poulsen.
- Гребля, мужчины — John Hansen, Bjørn Hasløv, Erik Petersen и Kurt Helmudt.

## 02!Серебро
- Велоспорт, мужчины — Kjeld Rodian.

## 03!Бронза
- Каноэ, мужчины — Peer Nielsen и John Sørensen.
- Парусный спорт, мужчины — Henning Wind.
- Велоспорт, мужчины — Preben Isaksson.

## Результаты соревнований

### Академическая гребля
В следующий раунд из каждого заезда проходили несколько лучших экипажей (в зависимости от дисциплины). В финал A выходили 6 сильнейших экипажей, ещё 6 экипажей, выбывших в отборочном заезде, распределяли места в малом финале B.
Мужчины
| Соревнование | Спортсмены                         | Предварительный заезд | Предварительный заезд | Предварительный заезд | Отборочный заезд | Отборочный заезд | Отборочный заезд | Финал   | Финал   | Итоговое место |
| Соревнование | Спортсмены                         | Заезд                 | Время                 | Место                 | Заезд            | Время            | Место            | Время   | Место   | Итоговое место |
| ------------ | ---------------------------------- | --------------------- | --------------------- | --------------------- | ---------------- | ---------------- | ---------------- | ------- | ------- | -------------- |
| двойки       | Петер Кристиансен Ханс-Йорген Бойе | 2                     | 7:22,01               | 2                     | 2                | 7:31,11          | 1 QA             | Финал A | Финал A | 5              |
| двойки       | Петер Кристиансен Ханс-Йорген Бойе | 2                     | 7:22,01               | 2                     | 2                | 7:31,11          | 1 QA             | 7:48,13 | 5       | 5              |